# كارثة ملعب تاتا رفائيل 2014
كارثة ملعب تاتا رفائيل 2014 يشير إلى التدافع الذي حدث في كينشاسا في جمهورية الكونغو الديمقراطية، في ملعب تاتا رفائيل في 11 مايو 2014.
خلال المباراة التي جمعت بين ناديي كرة القدم الكونغوليين تي بي مازيمبي وفيتا كلوب، أُلقيت صواريخ على أرض الملعب واختار الحكم تأجيل اللعب. فقد 15 شخصًا حياتهم بعد أن أطلقت الشرطة الغاز المسيل للدموع في المدرجات مما تسبب في حدوث تدافع. وذكر مصدر في الشرطة طلب عدم نشر اسمه أن عدد القتلى أعلى عند 18. وقال الحاكم أندريه كيمبوتا إن 24 شخصًا على الأقل أصيبوا أثناء الاشتباك الذي أعقب ذلك.
قيل إن المشجعين أصيبوا بالعمى بسبب الغاز، حيث ساهم الذعر والارتباك في انهيار جدار الملعب. تم الإبلاغ عن الاختناق كان سبب الوفاة في معظم الحالات.